# 아포스톨로스 니콜라이디스 스타디움
아포스톨로스 니콜라이디스 스타디움(그리스어: Στάδιο Απόστολος Νικολαΐδης)은 그리스 아테네에 위치한 축구 경기장이자 종합 스포츠 센터이다. 이 경기장은 1922년에 개장되어 대부분의 기간 동안 파나티나이코스 FC의 홈구장으로 사용되었다.
경기장의 이름은 작고한 전 클럽 회장인 아포스톨로스 니콜라이디스를 따 명명되었다. 경기장은 아테네의 암펠로키포이 구의 리카베투스 언덕 동쪽의 알렉산드라스 가에 위치해 구장의 위치를 따 흔히 레오포로스 알렉산드라스, (Λεωφόρος Αλεξάνδρας, "알렉산드라스 가") 레오포로스, (Λεωφόρος, "가") 로도 흔히 알려져 있다. 경기장 최다 관중은 1967년, 파나티나이코스와 바이에른 뮌헨간의 컵위너스컵 경기에서 기록된 29,665명이었다.
이 경기장 내부에 소규모 농구장과 배구 코트, 수영장, 권투 링, 그리고 클럽 사무실도 위치해 있다.

## 역사

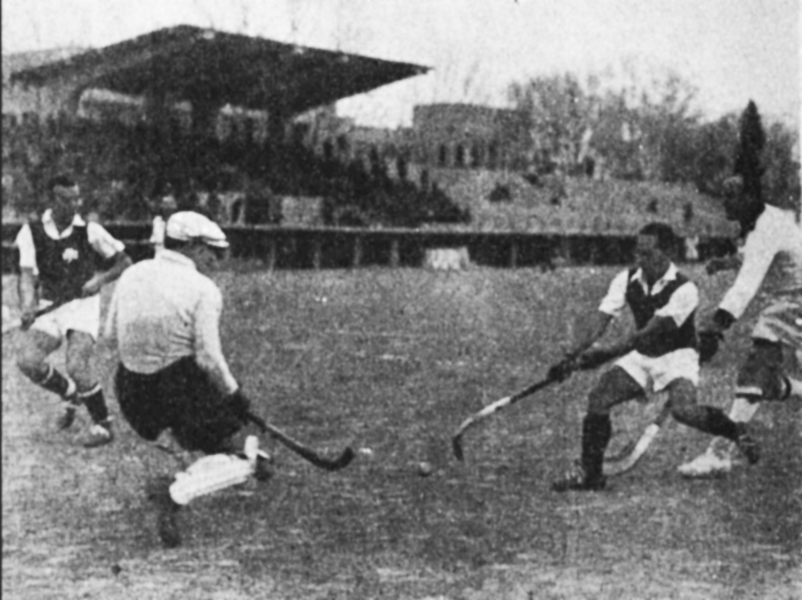
1927년, 레오포로스의 필드 하키 경기

아포스톨로스 니콜라이디스 스타디움은 그리스 축구 역사의 유서 깊은 장소이다. 1928년, 경기장의 첫 스탠드가 세워진 이래, 거의 50년동안 국내 및 국제 주요 대회 경기를 유치했었다. 1938년, 이 경기장에 그리스 최초의 경기장 조명등이 설치되었고, 1958년에는 첫 잔디 구장이 만들어졌다. 이 구장은 그리스 축구 국가대표팀의 홈 경기장으로 애용되기도 하였다.
1984년, 파나티나이코스 FC는 레오포로스를 떠나 스피로스 루이스로 홈구장을 이전했다. 파나티나이코스는 그로부터 17년 후인 2001년, €7M의 비용을 들여 경기장을 보수한 후 본래 홈구장으로 복귀하였다.
2007년 1월 27일, 파나티나이코스 아마추어팀과 파나티나이코스 FC는 수페르리가 엘라다 2007-08 시즌에 아포스톨로스 니콜라이디스 스타디움으로 복귀할 것임을 선언하였다.
경기장의 노후화, 확장할 부지의 부족, 그리고 지역의 대도시화로 인해, 구단은 구장 이전을 희망하였다. 그리스 정부, 아테네 시, 그리고 구단의 축구, 농구, 배구와 아마추어 부서가 파나티나이코스의 21개 부서를 운영할 경쟁력을 갖춘 새 스포츠 단지를 건립하기 위해 협상하였다. 결국, 보타니코스 구의 공업 단지가 스포츠 단지를 건립할 장소로 결정되었고, 2008년에 착공할 계획을 수립했다. 도라 바코얀니 아테네 시장은 이 프로젝트를 통해 지역을 재활성화시킴과 동시에 클럽에 이득이 될 것이라 표의했다.
2012년, 파나티나이코스와 그리스 부도 사태로 인한 국가의 재정난으로 인해, 새 구장의 건설 허락이 나지 않았다. 얀니스 알라푸조스 회장은 2013-14 시즌에 홈구장을 스피로스 루이스에서 유서깊은 레오포로스 알렉산드라스로 이전하기로 결정했다. 2013년 10월을 기준으로, 보타니코스 스포츠 단지의 건립 계획은 보류되었다.

## 실내 홀

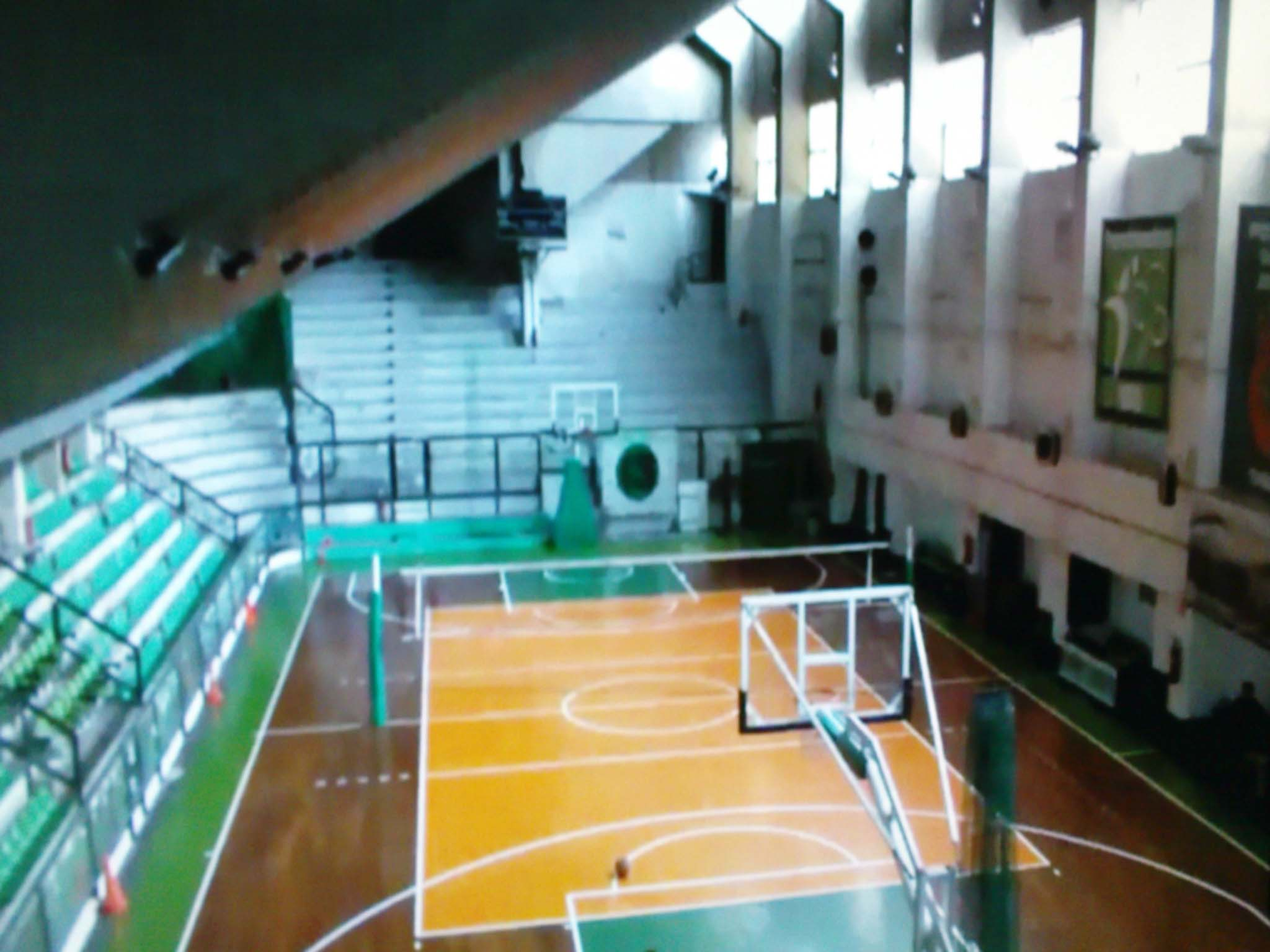
실내 홀

동쪽 스탠드 내부 6번, 7번 출입구 아래에 실내 홀이 위치하고 있다. 이 곳은 1959년에 건설된 그리스 최초의 실내 홀이었다. 실내 홀의 수용 인원은 1,500명으로, 파나티나이코스 팬들이 조성하는 뜨거운 분위기로 알려져 있다. 이 곳은 별칭 "인디언 툼"으로도 알려져 있다. 이 별칭이 처음 쓰인 때는 개장식에서 밀실 공포증을 유발하는 분위기를 조성하였고, 이 모습이 프리츠 랑의 앞에 비슷한 시기에 개봉한 영화 이름을 가진 환경과 비슷한 데에서 붙었다. 이 명칭은 즉각적으로 널리 알려졌고, 지금까지도 쓰이고 있다. 이 명칭은 경기장 다른 구역과 실내 지역을 구분짓기 위해 쓰인다.

## 타 시설
축구장과 실내 홀 외에도, 경기장은 대부분 파나티나이코스 스포츠 부서의 홈구장으로 쓰인다. 이 곳에 럭비, 권투, 펜싱, 양궁, 탁구, 레슬링, 역도, 그리고 사격부도 함께 활동한다. 또한 훈련장, 권투 링, 수영장, 기자회견실도 내부에 설치되어 있으며, 축구팀 공식 상점, 그리고 다수의 카페도 이곳에 입점해 있다.

## 13번 출입구
그리스의 팬 좌석은 팀에 대한 충성으로 분리되어 있다. 13번 출입구는 아테네에 다수의 그래피티를 장식하고 있으며, 파나티나이코스 FC의 홈경기에서 응원하는 가장 열정적인 서포터들이다. 13번 출입구는 유럽 내 최고의 분위기를 조성하는 장소로 손꼽히며, 팬들은 그라운드 바로 인접해 앉아 팀이 형편 없는 성적과 무관하게 쉬지 않고 노래가 나오며 선수들을 극한까지 밀어준다. 13번 출입구라는 서포터 단체는 1966년 11월 19일에 창립되었고, 그리스에서 가장 오래된 서포터 단체이다.

## 갤러리

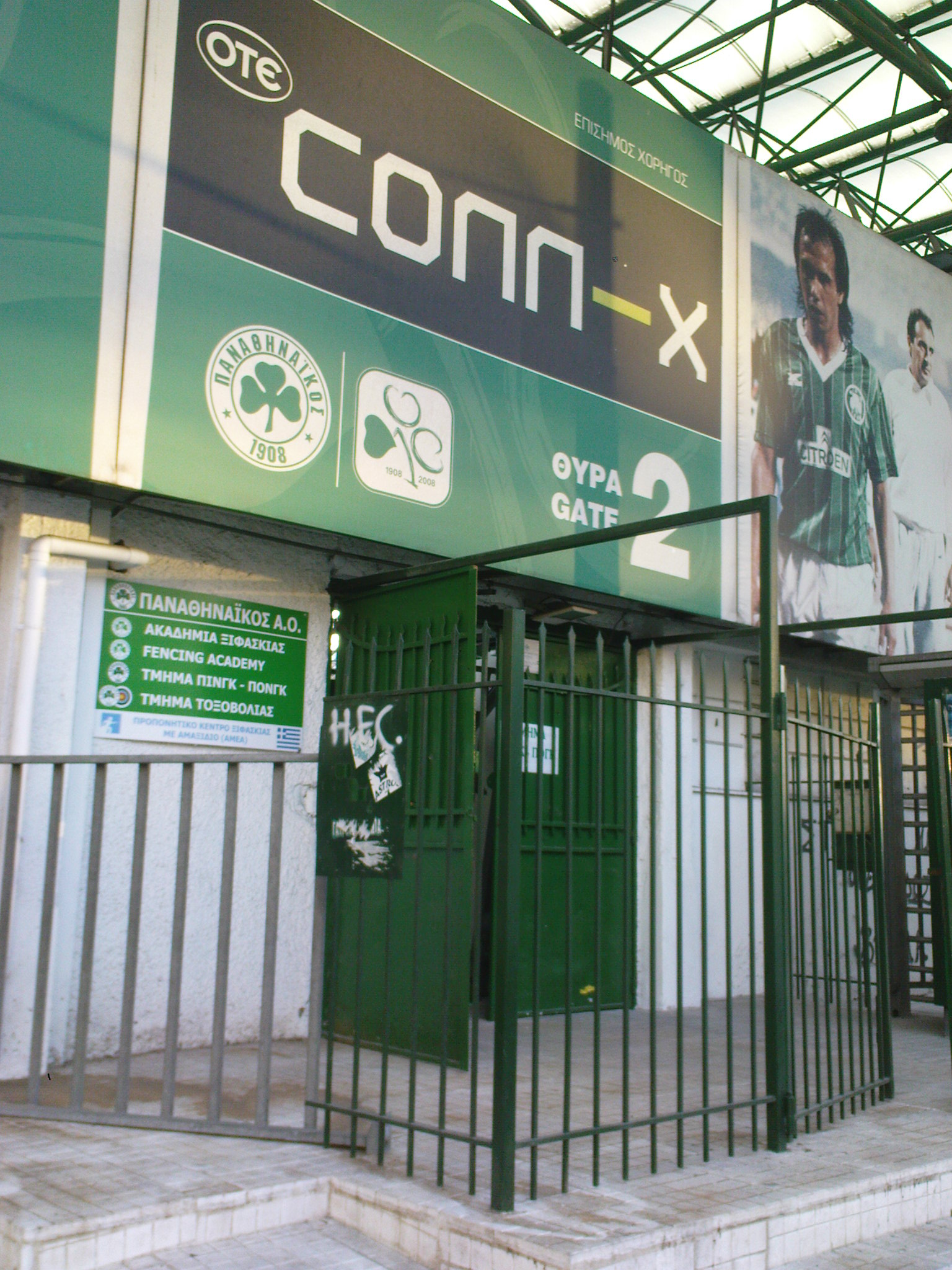
양궁, 펜싱, 탁구부 입구
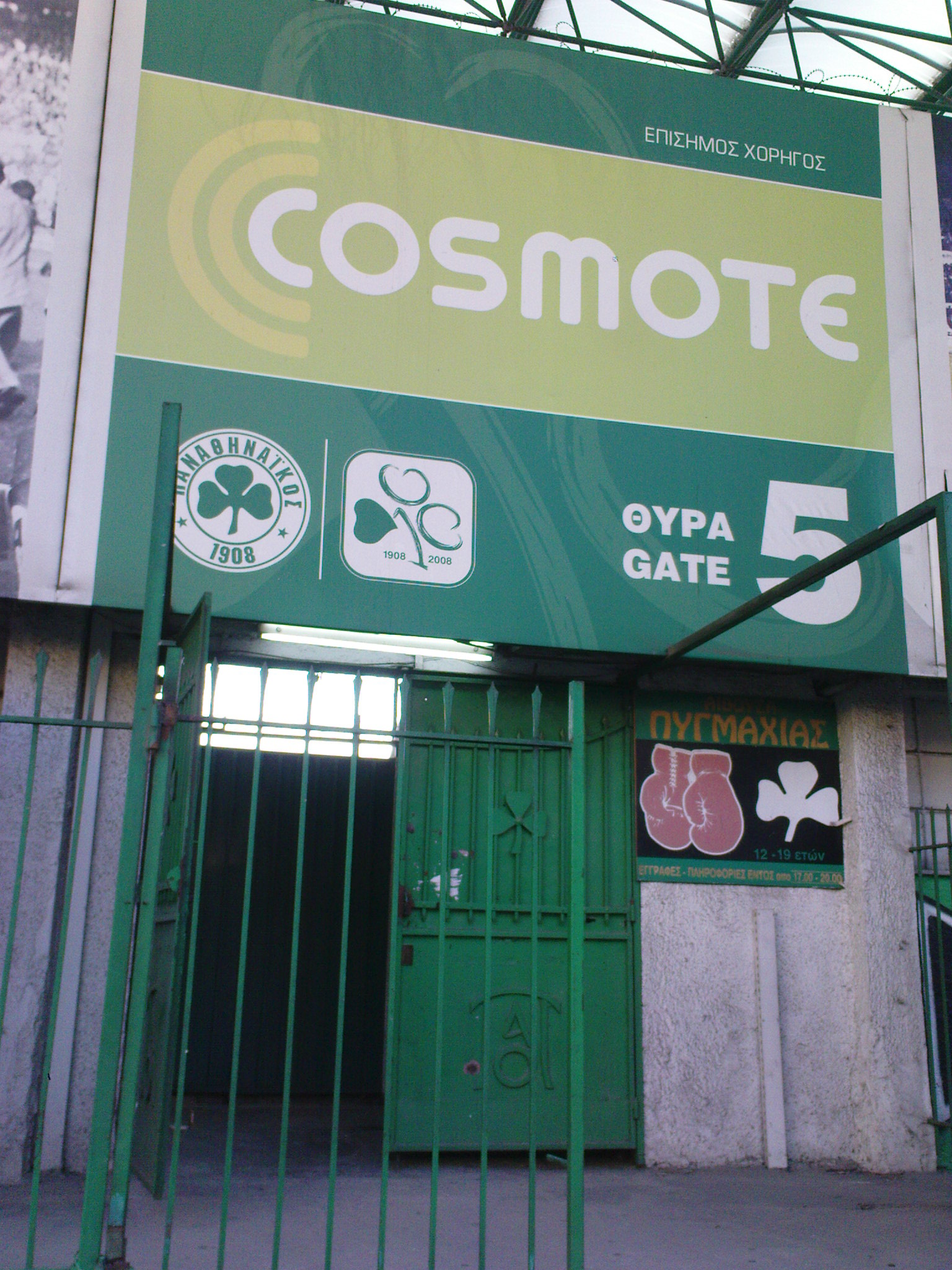
권투부 입구
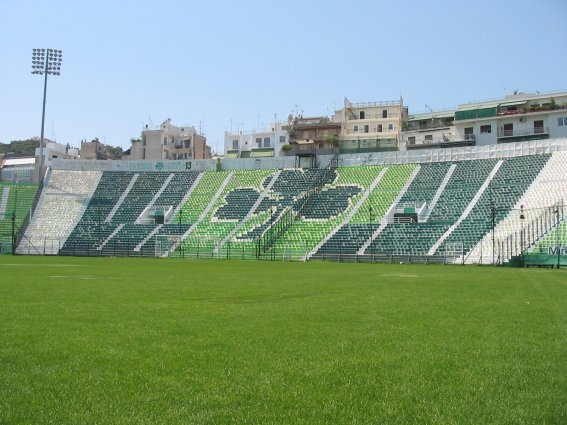
13번 출입구 좌석
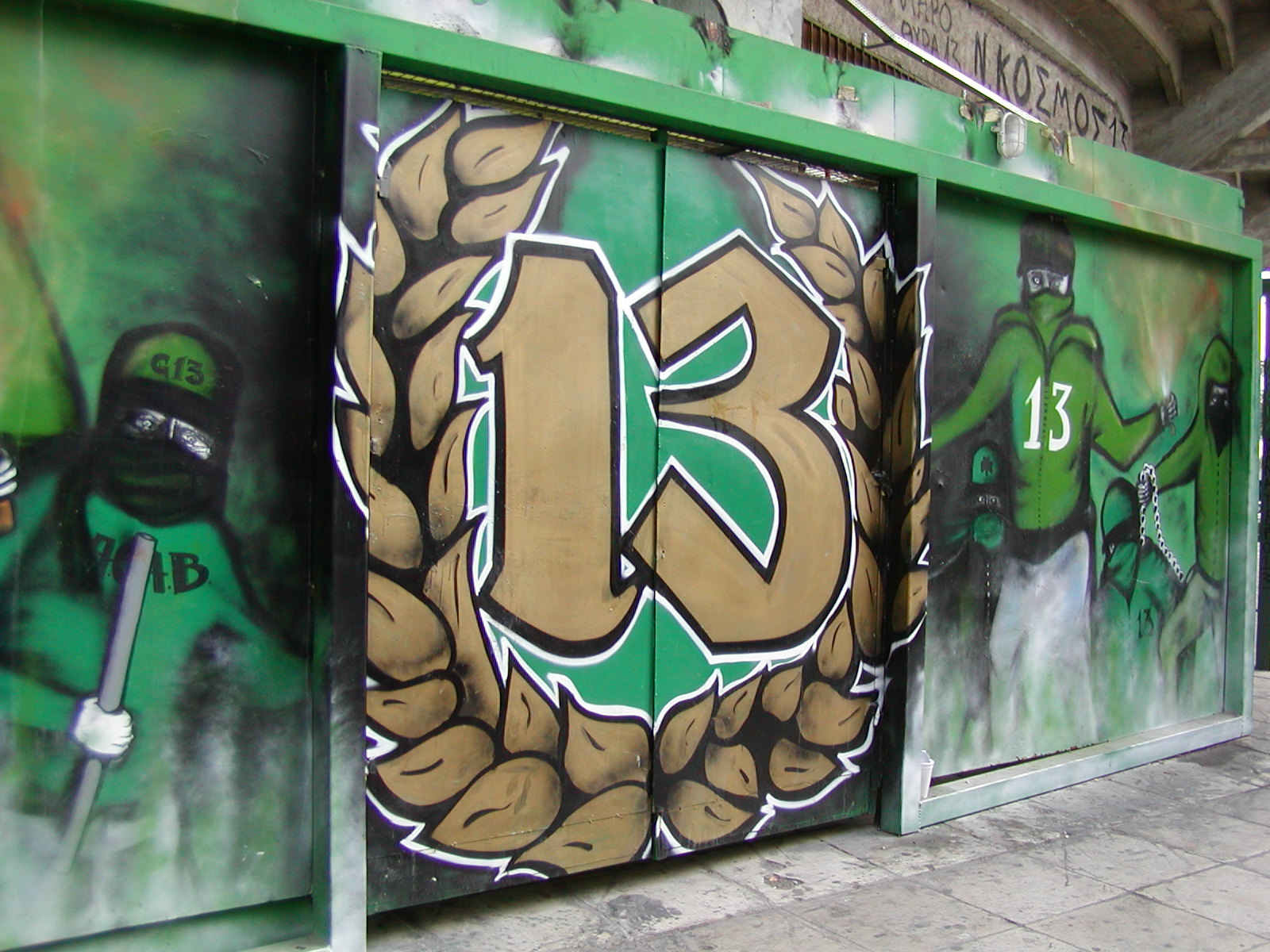
13번 출입구의 그래피티